# Шанхайский кинофестиваль 2011
Четырнадцатый Шанхайский международный кинофестиваль прошёл в Шанхае (КНР) с 11 по 19 июня 2011 года.

## Жюри
- Барри Левинсон (США)
- Кристофер Хэмптон (Великобритания)
- Ёити Сай (Япония)
- Чан Ань Хунг (Франция)
- Пас Вега (Испания)
- Ван Цюаньань (КНР)
- Чжан Цзинчу (КНР)

## Победители
| Награда                  | Призёр                                                                  | Страна       |
| ------------------------ | ----------------------------------------------------------------------- | ------------ |
| Лучший фильм             | Hayde Bre, режиссёр Orhan Oğuz                                          | Турция       |
| Лучшая режиссура         | Хань Цзе за фильм Mr. Tree                                              | КНР          |
| Лучшая мужская роль      | Sevket Emrulla за фильм Hayde Bre                                       | Турция       |
| Лучшая женская роль      | Лу Синчэнь за фильм The Young Man Sings Folk Songs in the Opposite Door | КНР          |
| Лучшая кинематография    | фильм Friday Killer                                                     | Таиланд      |
| Лучший сценарий          | фильм The Young Man Sings Folk Songs in the Opposite Door               | КНР          |
| Лучшая музыка            | фильм The Young Man Sings Folk Songs in the Opposite Door               | КНР          |
| Специальная награда жюри | фильм Empire of Silver                                                  | Гонконг, КНР |

### Новые таланты Азии
| Награда                  | Призёр                   | Страна |
| ------------------------ | ------------------------ | ------ |
| Лучшая режиссура         | фильм Return Ticket'     | КНР    |
| Лучший фильм             | фильм Kaasan Mom’s Life' | Япония |
| Специальная награда жюри | фильм Birthright         | Япония |